# Byttneria andamanensis
Byttneria andamanensis är en malvaväxtart som beskrevs av Wilhelm Sulpiz Kurz. Byttneria andamanensis ingår i släktet Byttneria och familjen malvaväxter. Inga underarter finns listade i Catalogue of Life.